# Whistle (singel Blackpink)
„Whistle” (kor. 휘파람 Hwiparam) – piosenka południowokoreańskiej grupy Blackpink, wydana 8 sierpnia 2016 roku przez wytwórnię YG Entertainment. Jest pierwszą piosenką z albumu singlowego Square One.
Piosenka zadebiutowała na 1 miejscu listy Gaon Digital Chart. Został pobrany w Korei Południowej w liczbie ponad 1 256 832 kopii (stan na marzec 2017).
Utwór został nagrany ponownie w języku japońskim i wydany 30 sierpnia 2017 roku na pierwszym japońskim minialbumie Blackpink.

## Tło i wydanie
Piosenka „Whistle” została wydana 8 sierpnia 2016 o 20:00 KST na cyfrowym singlu pt. Square One, zawierającym także utwór „Boombayah”, za pośrednictwem różnych cyfrowych portali muzycznych w Korei Południowej i na iTunes.

## Teledysk
Teledysk do utworu „Whistle” wyreżyserował Beomjin J z VM Project Architecture i został udostępniony na oficjalnym kanale Black Pink 8 sierpnia 2016 roku. 6 kwietnia 2018 roku przekroczył próg 200 milionów odsłon.

## Promocja
Black Pink zaprezentowały „Whistle” na swoim debiutanckim występie w programie Inkigayo 14 sierpnia 2016 roku, w którym tydzień później otrzymały swoje pierwsze trofeum, stając się girlsbandem, który najszybciej tego dokonał. 8 września 2016 roku piosenka wygrała w programie M Countdown, a 09/11 września ponownie zwyciężyła w  Inkigayo.
14 sierpnia Piosenka uplasowała się na 1. pozycji wszystkich internetowych list muzycznych zdobywając Perfect All-Kill.

## Notowania
| Lista                              | Najwyższa pozycja |
| ---------------------------------- | ----------------- |
| Gaon Weekly Digital Chart          | 1                 |
| Gaon Weekly Download Chart         | 1                 |
| Gaon Weekly Streaming Chart        | 1                 |
| Billboard World Digital Song Sales | 2                 |

## Nagrody w programach muzycznych
| Program            | Data             | Źródło |
| ------------------ | ---------------- | ------ |
| Inkigayo (SBS)     | 21 sierpnia 2016 | [ 17 ] |
| Inkigayo (SBS)     | 11 sierpnia 2016 | [ 18 ] |
| M Countdown (Mnet) | 8 września 2016  | [ 19 ] |